# Liechtensteinische Post

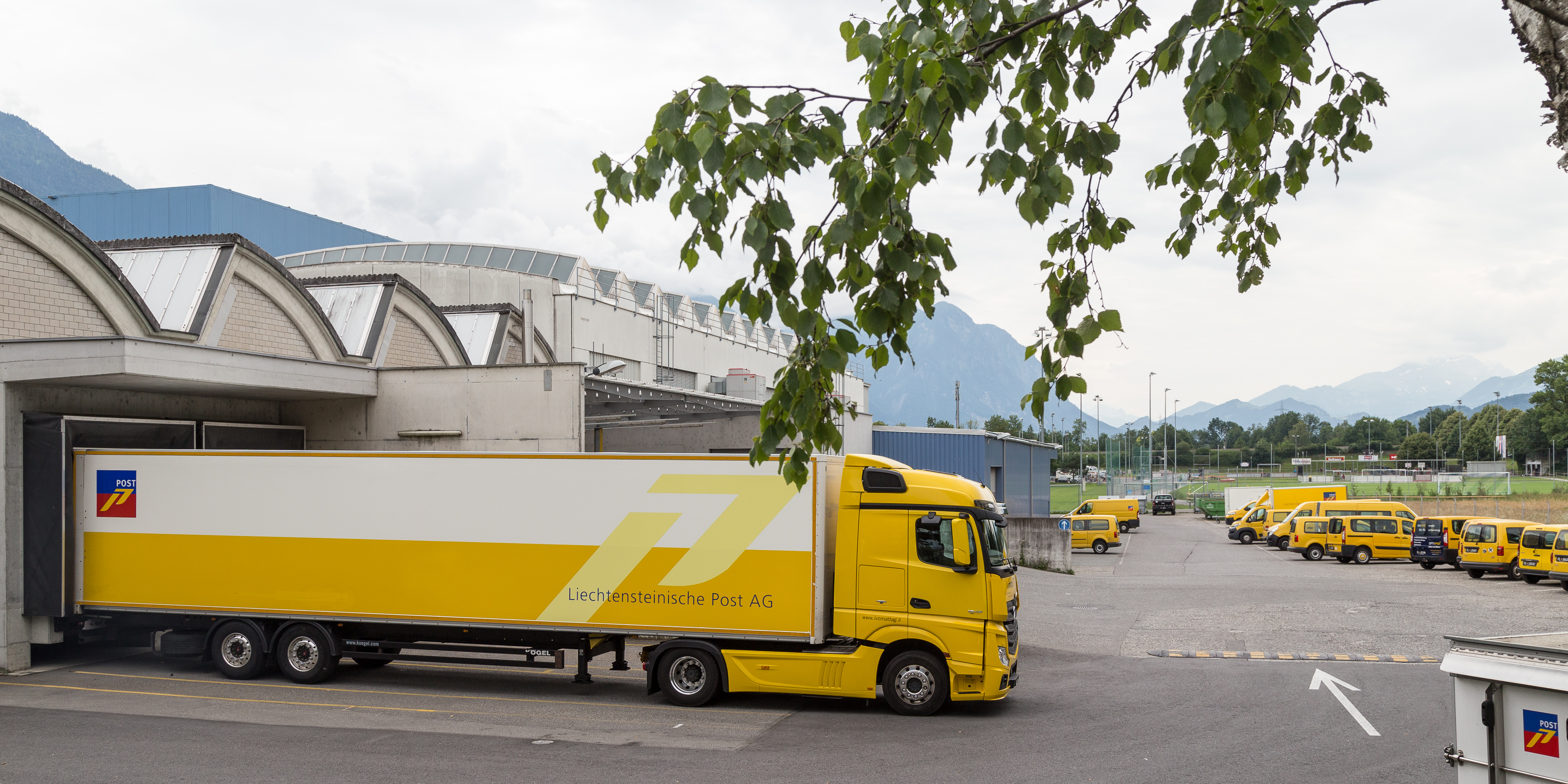
Verteilerzentrum der Liechtensteinischen Post in Schaan

Die Liechtensteinische Post AG ist das nationale Postunternehmen mit Sitz in Schaan in Liechtenstein. Das Unternehmen betreibt landesweit 7 Postfilialen und hat 4 Postpartner. Die Liechtensteinische Post AG ist Mitglied der SEPAC und der PostEurop. Die Liechtensteinische Post AG beschäftigt rund 260 Mitarbeitende und ist für die Erbringung der postalischen Grundversorgung in Liechtenstein sowie die Zeitungsfrühzustellung zuständig. In Schaan betreibt das Unternehmen ein Logistik-Center, das Dienstleistungen für Versand- und Industriekunden anbietet, eine Transportlogistik für Stückgutsendungen sowie ein internationales Austauschamt für den grenzüberschreitenden Warenverkehr. Ergänzt wird das Leistungsspektrum durch den Bereich Philatelie Liechtenstein, der für seine Briefmarken und Sammlerprodukte international bekannt ist.

## Geschichte
In den 1990er Jahren strebte Liechtenstein aufgrund des EWR-Beitritts Liechtensteins ein völlig unabhängiges Postwesen an. Die Regierung des Fürstentums beschloss die Errichtung einer Liechtensteinischen Post am 18. Dezember 1998, die Gründung der Liechtensteinische Post AG erfolgte am 19. Februar 1999 und die Eintragung ins Handelsregister erfolgte im Juni 1999. Das Unternehmen nahm am 1. Januar 2000 als vollständig unabhängiges Dienstleistungsunternehmen seinen Betrieb auf.
Im Jahr 2004 startete die Liechtensteinische Post AG mit dem neuen Geschäftsfeld Logistik. Mit der Inbetriebnahme eines kleinen Logistik-Centers konnten regionalen Kunden verschiedene neue Dienstleistungen, wie Lagerhaltung, Verpackung und Versand, angeboten werden. Seit 2022 wird die Logistik unter dem neuen Brand „Logistikkönner“ zusammengefasst und ist vor allem auf den schweizerischen Markt ausgerichtet. Hauptstandort der Logistikdienstleistungen ist seit 2010 das Betriebszentrum der Liechtensteinische Post AG in Schaan.
Am 23. Juni 2005 verkaufte die liechtensteinische Regierung 25 Prozent der Aktien der Liechtensteinischen Post AG an die Schweizerische Post, welche damit Minderheitsaktionär wurde. Im November 2021 erfolgte der Rückverkauf dieses Anteils durch die Schweizerische Post an das Fürstentum Liechtenstein, das seither wieder alleiniger Eigentümer der Liechtensteinischen Post ist.
Am 1. Januar 2006 wurde das Amt für Briefmarkengestaltung und die Postwertzeichenstelle in die Liechtensteinische Post AG integriert. Die Philatelie Liechtenstein tritt als eigenständige Marke auf dem Sammlermarkt auf.
Im Zuge der eSolutions-Strategie der Liechtensteinische Post AG übernahm diese am 10. Februar 2011 die Mehrheitsbeteiligung an der DIG GmbH in Linz und am 1. Januar 2013 die Mehrheitsbeteiligung an der newtron AG in Dresden. Nachdem die Beteiligungen an den ausländischen Tochtergesellschaften als nicht mehr strategisch eingestuft worden waren, verkaufte die Liechtensteinische Post AG die DIG AG in Linz im 2015 an das Management und die newtron AG im 2016 an die Firma SupplyOn AG aus Hallbergmoos.
Im Jahr 2019 startete die Liechtensteinische Post AG mit der neuen Transportplattform „SpediFux“ und präsentiert diese am 9. September 2019 am Digitaltag Liechtenstein. Gemeinsam mit acht weiteren Innovationen von europäischen Postgesellschaften wurde diese Dienstleistung für den PostEurop Innovation Award 2020 nominiert.

## Anteilseigner
Das Aktienkapital des Unternehmens beträgt 5 Mio. CHF.
| Anteil (in Prozent) | Anteilseigner Stand: 31. Dezember 2023 |
| ------------------- | -------------------------------------- |
| 100                 | Land Liechtenstein                     |
| 0                   | Die Schweizerische Post                |